# Tahitinemobius tigrinus
Tahitinemobius tigrinus är en insektsart som först beskrevs av Henri Saussure 1877.  Tahitinemobius tigrinus ingår i släktet Tahitinemobius och familjen syrsor. Inga underarter finns listade i Catalogue of Life.